# Marco Salvi
Marco Salvi (Sansepolcro, 4 aprile 1954) è un vescovo cattolico italiano, dall'11 novembre 2022 vescovo di Civita Castellana.

## Biografia
Nasce a Sansepolcro, allora sede vescovile, in provincia di Arezzo, il 4 aprile 1954.

### Formazione e ministero sacerdotale
Conseguito il diploma di geometra presso l'istituto "Salviani" di Città di Castello, compie il percorso degli studi universitari presso l'Università degli Studi di Firenze, dove si laurea in architettura nel 1979, per poi iniziare il percorso di discernimento vocazionale e formazione presso il seminario di Arezzo.
Il 28 maggio 1983 è ordinato presbitero, nel duomo di Sansepolcro, dal vescovo Telesforo Giovanni Cioli.
Dal 1983 al 1984 è collaboratore parrocchiale a Galbino, in Anghiari. Dal 1984 al 1999 è parroco di Tavernelle e dal 1993 al 2005 presidente dell'istituto diocesano per il sostentamento del clero.
Nel 1999 è nominato dal vescovo Gualtiero Bassetti proposto di San Bartolomeo ad Anghiari, rettore del santuario diocesano della Madonna del Carmine e coordinatore della stessa unità pastorale.

### Ministero episcopale

#### Vescovo ausiliare di Perugia-Città della Pieve
Il 15 febbraio 2019 papa Francesco lo nomina vescovo ausiliare di Perugia-Città della Pieve e vescovo titolare di Termini Imerese. Il 31 marzo seguente riceve l'ordinazione episcopale, nella cattedrale dei Santi Pietro e Donato ad Arezzo, dal cardinale Gualtiero Bassetti, arcivescovo metropolita di Perugia-Città della Pieve, co-consacranti il cardinale Francesco Coccopalmerio, presidente emerito del Pontificio consiglio per i testi legislativi, e l'arcivescovo Riccardo Fontana, vescovo di Arezzo-Cortona-Sansepolcro.
Dall'11 marzo 2019 al 10 novembre 2022 ricopre gli incarichi di segretario della Conferenza episcopale umbra e di presidente della rete dei musei ecclesiastici umbri.
Il 30 maggio 2022 è eletto amministratore diocesano di Perugia-Città della Pieve dal collegio dei consultori, dopo la rinuncia per raggiunti limiti di età del cardinale Gualtiero Bassetti. Mantiene l'incarico fino al successivo 11 settembre, giorno dell'ingresso del nuovo arcivescovo Ivan Maffeis, che lo ha confermato vicario generale.

#### Vescovo di Civita Castellana
L'11 novembre 2022 papa Francesco lo nomina vescovo di Civita Castellana; succede a Romano Rossi, dimessosi per raggiunti limiti di età; prende possesso canonico della diocesi l'8 gennaio 2023.

## Genealogia episcopale
La genealogia episcopale è:
- Cardinale Scipione Rebiba
- Cardinale Giulio Antonio Santori
- Cardinale Girolamo Bernerio, O.P.
- Arcivescovo Galeazzo Sanvitale
- Cardinale Ludovico Ludovisi
- Cardinale Luigi Caetani
- Cardinale Ulderico Carpegna
- Cardinale Paluzzo Paluzzi Altieri degli Albertoni
- Papa Benedetto XIII
- Papa Benedetto XIV
- Papa Clemente XIII
- Cardinale Marcantonio Colonna
- Cardinale Giacinto Sigismondo Gerdil, B.
- Cardinale Giulio Maria della Somaglia
- Cardinale Carlo Odescalchi, S.I.
- Cardinale Costantino Patrizi Naro
- Cardinale Lucido Maria Parocchi
- Papa Pio X
- Cardinale Gaetano De Lai
- Cardinale Raffaele Carlo Rossi, O.C.D.
- Cardinale Amleto Giovanni Cicognani
- Cardinale Giovanni Benelli
- Cardinale Silvano Piovanelli
- Cardinale Gualtiero Bassetti
- Vescovo Marco Salvi